# Кэрролл, Том
То́мас Дже́ймс Кэ́рролл (англ. Thomas James Carroll; 28 мая 1992, Уотфорд) — английский футболист, полузащитник клуба «Эксетер Сити».

## Клубная карьера
Томас Джеймс Кэрролл родился в английском Уотфорде 28 мая 1992 года. Окончив Школу Пармитера недалеко от Уотфорда, в футбольной команде которой он был капитаном, Томас Кэрролл попал в юношескую команду «Тоттенхэм Хотспур» (состав игроков не старше 16-ти лет).
В 2008-м году Томас Кэрролл поучаствовал в завоевании престижного юниорского турнира «Legnago Tournament» в Италии.
В июне 2010-го Томас Кэрролл, забив до того 10 голов в 23-ти матчах за юношескую команду Клуба, подписал свой первый профессиональный контракт с «Тоттенхэм Хотспур».
25 августа 2011 года состоялся первый выход Тома в основном составе «Тоттенхэма» против «Хартс» в Лиге Европы плей-офф второго этапа , Кэрролл взял себе 46 номер. Позже он сыграл в четырёх матчах группового этапа. 20 сентября 2011 года он дебютировал в Кубке Лиги против «Сток Сити». Игра закончилась 0:0, Кэрролл забил свой пенальти, но «Тоттенхэм» проиграл 7:6.
27 января 2011 года Томас Кэрролл отправился до конца сезона в аренду в клуб «Лейтон Ориент», в котором впервые сыграл, выйдя на замену в матче с «Борнмутом» (1:1) 5-го февраля. В «Лейтон Ориент» Томас Кэрролл сыграл в общей сложности 12 матчей чемпионата, а также получил возможность помериться силами с лондонским «Арсеналом» в Кубке Англии, выйдя на замену в первой, ничейной, игре с ним и попав в основу на переигровку.
30 января 2012 года, Кэрролл был отдан в аренду «Дерби Каунти» до конца сезона 2011-12. Кэрролл забил в своём дебютном матче, проигранном 3:2 «Барнсли».
Его дебют в Премьер-лиге состоялся 3 ноября 2012 года, Томас заменил Кайла Уокера на 79-й минуте против «Уиган Атлетик».